# 코탄젠트 법칙

임의의 삼각형. 각 α, β, γ는 변 a, b, c의 대각이다.

코탄젠트 법칙(영어: Law of cotangents)은 삼각형 내접원의 반지름과 삼각형의 세 변, 세 각과의 관계이다.
a, b, c가 삼각형의 세 변의 길이이고, α, β, γ가 각 변의 대각이라고 하자. 그리고
{\displaystyle \zeta ={\sqrt {{\frac {1}{s}}(s-a)(s-b)(s-c)}}} (삼각형의 내접원의 반지름)이고
{\displaystyle s={\frac {a+b+c}{2}}} (삼각형의 둘레의 반)
라 두면
{\displaystyle \cot {\frac {\alpha }{2}}={\frac {s-a}{\zeta }}}
{\displaystyle \cot {\frac {\beta }{2}}={\frac {s-b}{\zeta }}}
{\displaystyle \cot {\frac {\gamma }{2}}={\frac {s-c}{\zeta }}}
이고 따라서 다음과 같다.
{\displaystyle {\frac {\cot(\alpha /2)}{s-a}}={\frac {\cot(\beta /2)}{s-b}}={\frac {\cot(\gamma /2)}{s-c}}}

## 같이 보기
- 사인 법칙
- 코사인 법칙
- 탄젠트 법칙
- 몰바이데의 공식